# شی فی (کارگردان)
شی فی (楊述؛ زادهٔ ۱۴ سپتامبر ۱۹۴۲) یک کارگردان، و فیلم‌نامه‌نویس اهل جمهوری خلق چین است. فیلم او
زن روغن‌کنجدساز برنده خرس طلایی از جشنواره فیلم برلین شده است.